# I corti di Mankatsu
Mankatsu (モンキー・パンチ 漫画活動大写真 - Mankatsu?, Monki Panchi Manga Katsudo Dai Shashin - Mankatsu), traducibile letteralmente come Grandi filmati dalla produzione a fumetti di Monkey Punch - Mankatsu, è una serie d'animazione ispirata dai personaggi del mangaka giapponese Monkey Punch (モンキー・パンチ?).
Si tratta di una serie di special televisivi di un'ora, trasmessi con cadenza mensile sul canale satellitare giapponese Wowow.

Ogni special si compone di due filmati più lunghi, uno di 30' ed un altro di 15', e poi da altri 8 di durata minore, tutte le storie sono basate sui diversi fumetti di Monkey Punch; tra queste figura anche Lupin Tachi, brevi scenette umoristiche su Lupin III.

Come dice chiaramente il titolo, le storie degli episodi sono tratte dalla produzione a fumetti di Monkey Punch, tra i filmati ritroviamo Alice the wild, del quale è stato realizzato anche un OAV nel 1992 ed Isshuku Ippan serializzato in Italia all'interno degli albi della seconda serie manga pubblicata tra il 1994 ed il 1996.
L'animazione è realizzata con uno stile molto diverso dalle altre produzioni d'animazione più recenti di Monkey Punch (Lupin III e Cinderella Boy), molto fedele al tratto underground e grottesco caratteristico dei manga di Monkey Punch.
Mankatsu è andato in onda in Giappone dal 31 luglio 2004 al 25 giugno 2005 dove è disponibile in un cofanetto di 7 DVD.
In Italia la serie è trasmessa a partire dal marzo 2009 sul canale satellitare a pagamento Cooltoon in lingua originale con i sottotitoli in italiano.

## Lista dei contenuti
- Grand Stage (30 min.):
  - Spy nobility
  - Transparent gentleman
  - As for me [kazano] group
  - Alice the wild
  - The [do] and others it comes, the [yu] and others
  - Mr. Samurai
  - Out soda pop
  - Capone who is
  - Vengeance house ([rivuenjiya])
  - Random rebellion
  - Color girl
  - Pandora
- Mini Stage (15 min.)
  - Bakumatsu Yankee
  - Shiranami
  - Pinky Pankey
  - Dirty Joke
- Short Part (30 seconds, 60 seconds)
  - Rupan-tachi
  - Isshuku Ippan
  - Opposite Aesop story
  - Puzzle puzzle
  - Male female
  - [mankatsu] monkey
  - UPUP balloon
  - The panic
- Bonus DVD containing:
  - Crime Mate (New Animation)
  - Monkey Punch Interview